# Beñesmen
Beñesmen ou Beñesmer era, para os aborígenes guanches, o mês de agosto, que também foi a celebração da safra celebrada neste mês.
Foi o festival mais importante dos antigos aborígenes das Ilhas Canárias, principalmente da ilha de Tenerife. Foi o festival da colheita e foi considerado o "Ano Novo", que coincidiu com a colheita. Foi celebrado durante a primeira lua de agosto.
Nesta época do ano, as terras e áreas de gado e pesca foram distribuídas. Também os produtos da colheita foram oferecidos aos deuses, eles também ofereceram leite e mel.
O festival Beñesmen foi cristianizado na festa da Virgem da Candelaria (padroeira das Ilhas Canárias) em 15 de agosto.